# غبار سرخ
غبار سرخ (انگلیسی: Red Dust) فیلمی آمریکایی در سبک رمانتیک به کارگردانی ویکتور فلمینگ است که در سال ۱۹۳۲ منتشر شد.

## بازیگران
- کلارک گیبل
- جین هارلو
- مری آستور
- جین ریموند
- دونالد کریسپ
- تالی مارشال
- فورستر هاروی
- ویلی فونگ